# 沈培平
沈培平（1962年2月—），男，云南施甸人。中华人民共和国政治人物。云南省保山地区保山师范专科学校（今保山学院）中文系中文专业毕业，北京师范大学资源学院自然地理学专业在职研究生学历，理学博士。

## 生平
历任保山地委副秘书长、腾冲县委书记，中共保山市委常委；云南省人民政府副秘书长；中共思茅市委副书记、代市长、市长，中共普洱市委副书记、市长、市委书记等职。2013年1月当选云南省人民政府副省长。
2014年2月13日，中央第五巡视组（组长徐光春）向云南省反馈巡视情况，指出了云南省在廉政建设中存在的诸多问题。同时，巡视组收到了反映一些领导干部的问题线索，已按有关规定转中央纪委、中央组织部有关部门处理。2014年3月，沈培平涉嫌严重违纪违法被中纪委调查。同月被免去云南省副省长职务。同年8月被双开。

### 受审
2015年8月4日上午，沈培平因涉嫌受贿在北京市第一中级人民法院受审。公诉机关指控，2000年至2012年，沈培平利用其担任中共腾冲县委书记、思茅市市长等职务上的便利，为多家公司提供帮助，非法收受财物计1615万元。12月3日，北京市一中院一审判决，沈培平犯受贿罪，判处有期徒刑12年。因沈培平能够如实供述其所犯罪行，认罪悔罪，法院已对其从轻处罚，且有重大立功表现。

## 争议

### 将思茅市更名为普洱市
沈培平主政思茅期间，因在任内大力推广普洱茶，而被成为“茶市长”。另外，他还将“思茅市”改名为“普洱市”，号称要“让每个喝普洱的人都能想到这座城”。

### 处理孟连事件
沈培平在2008年任云南省普洱市委副书记、市长时，在调集警力未获批准的情况下，仍然从普洱调集警力到孟连，最后处理不当，酿成孟连事件，造成2人死亡，多人受伤。但事后只是被要求写检讨。此后仍然在2013年出任云南省副省长。

### 主张拆迁引争议
2010年，时任普洱市委书记的沈培平推行旧城改造工程，涉及到1812户居民的拆迁项目。但该工程存在补偿过少、程序非法等问题，不少建成不久的新房也被拆，百余居民状告市政府，有民间流传其为“拆迁大佐”。

### 学位腐败
公开资料显示，沈培平的学历存在造假行为，从博士到教授仅花5个月。
2007年7月，沈培平从资源学院自然地理学专业在职研究生毕业，获博士学位。同年12月，他被聘为“北京师范大学资源学科建设与发展指导委员会”委员、资源学院兼职教授。从博士毕业到成为教授，仅花了5个月时间。北京师范大学发布声明称，沈培平的博士论文授予符合规定，兼职教授聘期已于2013年结束，但这条声明很快便从学校官网撤下。沈培平的第二导师刘学敏教授表示，沈培平只是外聘教授，不需要走职称评聘程序。2010年，北师大与云南省普洱市政府共同组建北京普洱茶研究院，时任普洱市委书记的沈培平任该研究院院长，刘学敏和时任普洱市副市长（挂职）、云南农业大学校长盛军任副院长。沈培平官宣被查后，兼任的研究院院长职务也被免去，研究院的网页也无法浏览，刘学敏和盛军均表示不了解在此之后研究院的存续情况。

## 相关人物
- 孔垂柱：曾任云南省副省长，省人大常委会副主任，沈培平在保山任职时期的直接上司，2014年去世，疑似自杀